# Безручкін Олександр Миколайович
Олександр Безручкін (рос. Безручкин Александр Николаевич; нар. 5 листопада 1971, Ульяновськ, Ульяновська область, РРФСР, СРСР) — російський борець греко-римського стилю, чемпіон світу, чемпіон та бронзовий призер чемпіонатів Європи, дворазовий володар Кубків світу. Заслужений майстер спорту Росії з греко-римської боротьби. Почесний громадянин міста Ульяновська.

## Життєпис
Боротьбою почав займатися з 1985 року. Виступав за спортивне товариство «Динамо», Ульяновськ. Чемпіон Росії 1995 та 2000 років, срібний призер 1998 року, бронзовий призер 1994, 1997, 1999 років. Тренери — Анатолій Вінник, Василь Вразовський. У збірній команді Росії з 1993 по 2004 рік. Завершив спортивну кар'єру в 2004 році.
Випускник Ульяновського політехнічного інституту.

## Спортивні результати на міжнародних змаганнях

### Виступи на Чемпіонатах світу
| Змагання                        | Збірна | Вагова категорія                 | Місце  |
| ------------------------------- | ------ | -------------------------------- | ------ |
| Чемпіонат світу з боротьби 2001 | Росія  | греко-римська боротьба, до 97 кг | Золото |
| Чемпіонат світу з боротьби 2002 | Росія  | греко-римська боротьба, до 96 кг | 15     |
| Чемпіонат світу з боротьби 2003 | Росія  | греко-римська боротьба, до 96 кг | 6      |

### Виступи на Чемпіонатах Європи
| Змагання                         | Збірна | Вагова категорія                  | Місце  |
| -------------------------------- | ------ | --------------------------------- | ------ |
| Чемпіонат Європи з боротьби 1997 | Росія  | греко-римська боротьба, до 125 кг | Бронза |
| Чемпіонат Європи з боротьби 1999 | Росія  | греко-римська боротьба, до 97 кг  | 15     |
| Чемпіонат Європи з боротьби 2001 | Росія  | греко-римська боротьба, до 97 кг  | Золото |
| Чемпіонат Європи з боротьби 2004 | Росія  | греко-римська боротьба, до 96 кг  | 5      |

### Виступи на Кубках світу
| Змагання                    | Збірна | Вагова категорія                  | Місце  |
| --------------------------- | ------ | --------------------------------- | ------ |
| Кубок світу з боротьби 1993 | Росія  | греко-римська боротьба, до 100 кг | Золото |
| Кубок світу з боротьби 1997 | Росія  | греко-римська боротьба, до 130 кг | Золото |

### Виступи на інших змаганнях
| Змагання                           | Збірна | Вагова категорія                  | Місце  |
| ---------------------------------- | ------ | --------------------------------- | ------ |
| Ігри Балтійського моря 1993        | Росія  | греко-римська боротьба, до 100 кг | Бронза |
| Кубок Вантаа з боротьби 1996       | Росія  | греко-римська боротьба, до 100 кг | Золото |
| Гран-прі Німеччини з боротьби 2003 | Росія  | греко-римська боротьба, до 96 кг  | Золото |